# Institut physico-technique Ioffé
L'Institut physico-technique Ioffé est l'un des plus grands centres de recherche russes dans le domaine de la physique et de la technologie. Il a été fondé en 1918 à Petrograd et a été dirigé pendant plusieurs décennies par Abram Ioffé.  L'institut est membre de l'académie des sciences de Russie. 
Aujourd'hui, il est divisé en cinq sections :
- centre de physique des nano- et hétéro- structures ;
- électronique de l'état solide ;
- physique de l'état solide ;
- physique des plasmas, physique atomique et astrophysique ;
- physique des diélectriques et des semi-conducteurs.

Il y a aussi un centre de formation.

## Chercheurs renommés ayant travaillé à l'Institut Ioffé

### Lauréats du prix Nobel
- Nikolaï Semionov (prix Nobel de chimie, 1956)
- Lev Landau (Prix Nobel de physique, 1962)
- Piotr Kapitsa (prix Nobel de physique, 1978)
- Jores Alferov (prix Nobel de physique, 2000); de 1987 à 2003, l'Institut a été dirigé par Alferov
- Alexeï Iekimov (prix Nobel de chimie, 2023)

### Autres chercheurs
- Anatoly Petrovich Alexandrov
- Lev Artsimovitch
- George Gamow
- Iouri Denissiouk
- Igor Kourtchatov
- Iouli Khariton